# AsstrA
AsstrA (Associated Traffic AG) – przedsiębiorstwo z branży logistycznej z siedzibą w Zurychu i globalną siecią przedstawicielską w Europie, krajach WNP, Ameryce i Azji. Działania AsstrA są prowadzone na głównych szlakach handlowych, w tym USA-UE-WNP i Chiny-UE-WNP.
W 2023 roku w skład grupy korporacyjnej AsstrA wchodzą oddziały z 19 państw, w tym również spoza Europy, m.in. z Turcji (Stambuł), Stanów Zjednoczonych (Nowy Jork i Houston), Chin (Szanghaj), Kazachstanu (Ałmaty), Uzbekistanu (Taszkent).

## Usługi
Działania AsstrA obejmują usługi w zakresie:
- transportu drogowego,
- transportu morskiego,
- transportu lotniczego,
- transportu kolejowego,
- transportu drobnicowego,
- transportu multimodalnego,
- dostawy door-to-door,
- logistyki projektowej,
- ekspresowej dostawy towarów,
- usług celnych,
- usług magazynowych.

AsstrA oferuje rozwiązania logistyczne dla wszystkich branż, specjalistycznych.

## Historia
Firma powstała w 1993 roku jako przedsiębiorstwo świadczące usługi transportowe na linii Europa-kraje WNP. W 2000 roku uruchomiła własną flotę samochodową i tym samym zaczęła świadczyć usługi z zakresu 3PL. W 2010 roku doszło do podziału grupy korporacyjnej na cztery spółki zależne: AsstrA Forwarding AG, AsstrA Transport AG, AsstrA Logistics AG i EBS Partners AG.

## AsstrA w Polsce
Polski oddział AsstrA został założony w 2001 roku. W 2024 roku znalazł się na 637. miejscu w rankingu 1000 największych firm w Polsce przygotowanym przez „Gazetę Finansową”. Obecnie firma dysponuje 7 biurami: w Warszawie, Poznaniu, Gdańsku, Małaszewiczach, Koroszczynie, Kuźnicy i Białymstoku. W 2020 roku otworzyła również własny magazyn o powierzchni 2500 m² w podwarszawskich Błoniach. W 2023 roku zrealizowała załadunek oraz rozładunek Wash tower – elementu wchodzącego w skład kompleksu Olefin, który był największym i najcięższym ładunkiem transportowanym Wisłą.

## Certyfikaty i zaświadczenia
AsstrA dysponuje międzynarodowymi certyfikatami jakości potwierdzającymi kompetencje istotne w branży logistycznej. Certyfikaty ISO 9001, ISO 14001, ISO 28 000 i ISO 45 001 zaświadczają o zgodności ze światowymi standardami jakości. Certyfikat 22 000 uprawnia do przewozu żywności, a SQAS do transportu ładunków chemicznych, w tym również tych zakwalifikowanych jako niebezpieczne z grupy ADR.

## Zdobyte nagrody
W 2021 roku firma zdobyła nagrodę Odpowiedzialny Pracodawca – Lider HR 2021 przyznaną przez redakcję magazynu biznesowego „Strefa Gospodarki”. W 2022 roku AsstrA Polska została wyróżniona przez redakcję portalu MarkaPracodawcy.pl godłem Friendly Workplace 2022 oraz Nagrodą Specjalną za budowanie kultury organizacyjnej opartej na wartościach etycznych, poszanowanie dla idei work-life balance, a także za zaangażowanie na rzecz tworzenia zdrowego, przyjaznego miejsca pracy.